# Barbara Elisabeth Bühl
Barbara Elisabeth Bühl (* 4. August 1993 in München) ist eine deutsche Schauspielerin und Synchronsprecherin.

## Werdegang
Bühl studierte von 2016 bis 2020 an der Theaterakademie Vorpommern unter der Leitung von Wolfgang Bordel und Swentja Krumscheidt. Bereits während ihrer Ausbildung war sie an der Vorpommerschen Landesbühne als Schauspielerin engagiert und war in Stücken wie Was ihr wollt als Malvolio und in dem adaptierten Roman von Dorit Linke Jenseits der blauen Grenze als Hanna zu sehen.
Nach ihrem Studium kehrte Bühl nach München zurück, wo sie als freischaffende Schauspielerin und Synchronsprecherin aktiv ist.

## Theater (Auswahl)
| Jahr | Theaterstück                 | Rolle             | Bühne                     |
| ---- | ---------------------------- | ----------------- | ------------------------- |
| 2018 | Boeing Boeing                | Jacky Taylor      | Vorpommersche Landesbühne |
| 2019 | Was ihr wollt                | Malvolio          | Vorpommersche Landesbühne |
| 2019 | Das Schloss                  | Wirtin            | Vorpommersche Landesbühne |
| 2019 | Jenseits der blauen Grenze   | Hanna             | Vorpommersche Landesbühne |
| 2020 | Die Weihnachtsgans Auguste   | Isolde Löwenhaupt | Vorpommersche Landesbühne |
| 2023 | Das wundervolle Zwischending | Anne              | Theater Naumburg          |

## Filmografie

### Fernsehserien
- 2019: Ene mene mu (Kurzfilm)
- 2019: Imago (Kurzfilm)
- 2019: Schwarzer Diamant (Kurzfilm)
- 2020: Die Chefin (eine Folge)[5]
- 2021: Aktenzeichen XY ungelöst (eine Folge)
- 2022: Watzmann ermittelt (eine Folge)

### Filme
- 2022 Antigang – La Relève[5]

## Synchron (Auswahl)
- 2022: The Proud Family (als Pamela)
- 2022: Harriet the Spy (als Clarita)
- 2022: Trying (als Tinkle)
- 2022: Abbot Elementary (als Sheila)
- 2022: Olivia (als Fidelia)
- 2022: Kingwood (als Shenaz)
- 2022: Somebody I used to know (als Jules)
- 2022: House of the Dragon (als Talya)
- 2022: Le Pupille (als Schwester Paoletta)
- 2022: May it please the Court (als Walla)
- 2023: The Peanuts (als Patty)
- 2023: Las Azules (als Alma)

## Auszeichnungen
- 2019: dritter Platz beim Freisprungfestival mit Jenseits der blauen Grenze[6]